# Claoxylon marianum
Claoxylon marianum är en törelväxtart som beskrevs av Johannes Müller Argoviensis. Claoxylon marianum ingår i släktet Claoxylon och familjen törelväxter. Inga underarter finns listade i Catalogue of Life.